# Loculi
Loculi (Lòcula in sardo) è un comune italiano di 493 abitanti della provincia di Nuoro in Sardegna. Si trova nella sub-regione storica della Baronia, ed è situato a 26 metri sul livello del mare, nella piana attraversata dal fiume Cedrino e circondata dalle colline del "Gollei Lupu".
Fa parte dell'Unione dei Comuni "Valle del Cedrino" e fece parte della X Comunità Montana "Baronie" (poi abrogata con L.R. n. 12/2005). Dista 34 km dal capoluogo di provincia Nuoro.

## Origini del nome
Il nome del paese potrebbe derivare dal termine latino locus ("bosco sacro"), come sembra confermare il persistere in epoca cristiana dell'agiotoponimo di San Lussorio in località "Su Santuariu" ("Il Santuario") presso una grotta che si apre nelle falde selvose del Monte Albo.

## Storia
L'area fu abitata già in epoca prenuragica, nuragica e romana, per la presenza sul territorio di varie testimonianze archeologiche.
Durante il medioevo appartenne al Giudicato di Gallura e fece parte della curatoria di Orosei. 
Nel 1296, con la morte dell'ultimo giudice Nino Visconti, il territorio passa sotto il controllo diretto della repubblica di Pisa, e successivamente, nel 1323, sotto il dominio aragonese. 
In quell'epoca Loculi fu incorporata nella baronia di Orosei, feudo regio, di cui condivise le sorti e la storia fino al riscatto avvenuto nel 1839 con la soppressione del sistema feudale.
Nel territorio di Loculi era la Baronia di Lopè, che comprendeva i salti di Birido, Lopè, Planus e San Martino, di cui era barone il vescovo di Galtellì.
A seguito dell'unificazione italiana e alla successiva proclamazione del Regno d'Italia del 17 marzo 1861, nacque formalmente l'entità comunale di Loculi inserita nel III mandamento di Dorgali del circondario di Nuoro e facente parte della provincia di Sassari. 
A seguito della soppressione dei circondari e delle sottoprefetture in tutto il Regno d'Italia con regio decreto legge 2 gennaio 1927, n.1, il comune di Loculi entrò a far parte, il 12 gennaio 1927, della neocostituita provincia di Nuoro.
Per effetto del regio decreto 22 dicembre 1927, n.2621, dal 2º febbraio 1928 all'8 marzo 1946 formò, con i vicini comuni di Galtellì, Irgoli e Onifai, un'unica entità comunale di "Irgoli di Galtellì". Dall'8 marzo 1946, con decreto legislativo luogotenenziale del 1 febbraio 1946, n.62, il comune di Loculi e i comuni limitrofi di Galtellì, Irgoli e Onifai, vennero ricostituiti secondo la circoscrizione preesistente al 1928 riottenendo così la loro autonomia.

### Simboli
Lo stemma e il gonfalone del comune di Loculi sono stati concessi con decreto del presidente della Repubblica del 9 gennaio 2004.
Il gonfalone è un drappo di giallo con la bordatura di azzurro.

## Monumenti e luoghi d'interesse

### Siti archeologici
- Tomba dei giganti in località "Sos Mojos";
- Tomba dei giganti in località "S'Ena Tunda".
- Domus de janas in località "Sos Mojos";
- Nuraghe 'e Preda Longa situato a 656 metri di altezza sulla sommità della montagna omonima;

## Società

### Evoluzione demografica
Abitanti censiti

### Etnie e minoranze straniere
Secondo i dati ISTAT al 31 dicembre 2019 gli stranieri residenti a Loculi sono 15 (in calo rispetto al 2018) e rappresentano il 2,9% della popolazione residente.
I paesi di provenienza sono:
- Marocco con 13 persone (86,67%);
- Romania con 2 persone (13,3%).

### Lingue e dialetti
La variante del sardo parlata a Loculi è quella nuorese baroniese.

## Infrastrutture e trasporti
Il territorio comunale di Loculi è attraversato da due importanti vie di comunicazione: la Strada Statale 131 Diramazione Centrale Nuorese (SS 131 D.C.N.), che solca la parte settentrionale del territorio comunale e conduce verso il capoluogo di provincia: Nuoro; e la Strada Provinciale 25, che attraversa per intero il centro abitato e consente lo spostamento tra i comuni della valle del Cedrino.

## Amministrazione
A partire dal 1993, con la Legge n.81 del 25 marzo 1993, è stata introdotta l'elezione diretta del sindaco.

Di seguito sono elencate le Elezioni Amministrative di Loculi a partire dal 1993.
| Periodo         | Periodo         | Primo cittadino  | Partito                             | Carica  | Note   |
| --------------- | --------------- | ---------------- | ----------------------------------- | ------- | ------ |
| 6 giugno 1993   | 27 aprile 1997  | Salvatore Fois   | Democrazia Cristiana                | Sindaco | [ 15 ] |
| 27 aprile 1997  | 13 maggio 2001  | Michele Ruiu     | liste civiche di centro-sinistra    | Sindaco | [ 16 ] |
| 13 maggio 2001  | 28 maggio 2006  | Salvatore Fois   | liste civiche di centro-destra      | Sindaco | [ 17 ] |
| 28 maggio 2006  | 15 maggio 2011  | Vincenzo Secci   | lista civica "Rinnovamento"         | Sindaco | [ 18 ] |
| 15 maggio 2011  | 5 giugno 2016   | Vincenzo Secci   | lista civica "Pro Locula"           | Sindaco | [ 19 ] |
| 5 giugno 2016   | 10 ottobre 2021 | Alessandro Luche | lista civica "Insieme per Crescere" | Sindaco | [ 20 ] |
| 10 ottobre 2021 | in carica       | Alessandro Luche | lista civica "Loculi che Cresce"    | Sindaco | [ 21 ] |